# 托克维尔 (厄尔省)
托克维尔（法語：Tocqueville，法語發音：[tɔkvil]）是法国厄尔省的一个市镇，属于贝尔奈区。

## 地理
托克维尔（49°24'29"N, 0°36'34"E）面积2.48 平方千米，位于法国诺曼底大区厄尔省，该省份为法国北部内陆省份，北起滨海塞纳省，西接奧恩省和卡爾瓦多斯省，南至厄尔-卢瓦省，东临瓦兹省、瓦兹河谷省和伊夫林省。
与托克维尔接壤的市镇（或旧市镇、城区）包括：特鲁维尔拉欧勒、布尔讷维尔-圣克鲁瓦。

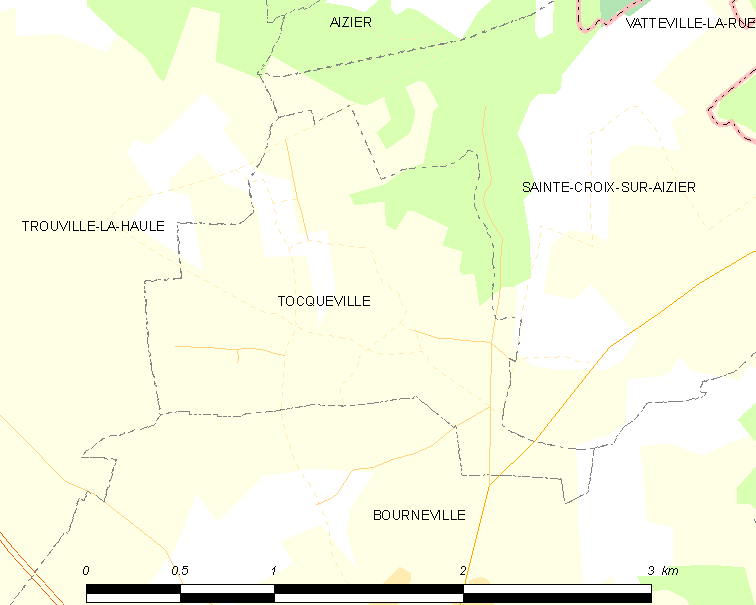
的OSM定位图

托克维尔的时区为UTC+01:00、UTC+02:00（夏令时）。

## 行政
托克维尔的邮政编码为27500，INSEE市镇编码为27645。

## 政治
托克维尔所属的省级选区为阿沙尔堡县。

## 人口

1962-2008年间人口变化图示

托克维尔于2022年1月1日时的人口数量为143人。